# Biała (dopływ Osobłogi)
Biała (niem. Zülzer Wasser) – rzeka na ziemi prudnickiej, lewostronny dopływ Osobłogi o długości 35,17 km.
Źródło rzeki znajduje się w okolicy Prężynki, około 3 km na północ od Prudnika. Dorzecze Białej obejmuje południowo-wschodnią część Obszaru Chronionego Krajobrazu Borów Niemodlińskich. Do Strzeleczek rzeka płynie z zachodu na wschód, a jej dorzecze stanowią niewielkie, prostopadłe, najczęściej bezimienne dopływy. Na południowy wschód od Dobrej uchodzi do Osobłogi. Całkowita powierzchnia dorzecza Białej wynosi około 355 km², a jej średnioroczne przepływy wynoszą 1,2 m³/s.
W miejscowości Dobra, na 1,87 km rzeki, znajduje się wodowskaz. Najniższe historyczne wskazanie wynosi 17 cm 29 września 1944 roku. Najwyższe historyczne wskazanie wynosi 411 cm 13 marca 1944 roku. Podczas powodzi w 2024 roku stan maksymalny wyniósł 344 cm przy przepływie 28,8 m³/s w dniu 16 września o godzinie 16.

## Miejscowości nad Białą
- Prężynka
- Biała
- Ligota Bialska
- Radostynia
- Mokra
- Brzeźnica
- Chrzelice
- Łącznik
- Racławiczki
- Strzeleczki
- Dobra

## Dopływy
Rzeka posiada kilka dopływów, w większości nie nazwanych. Spośród nazwanych możemy wymienić:
- Psiniec
- Śmicki Potok
- Rina
- Smolnik
- Rzymkowicka Struga
- Młynówka